# Gouine
Cet article possède des paronymes, voir Gwynn et Gwynne.
Gouine est une appellation familière utilisée pour désigner une lesbienne. 
Sa signification a historiquement été très péjorative, comme celle de ses synonymes gougnotte, goudoune et gousse. En effet, sa connotation insultante est notée pour la première fois dans la quatrième édition du Dictionnaire de l'académie française en 1762 : "Gouine. s.f. Terme d'injure, qui se dit d'une coureuse, d'une femme de mauvaise vie. C'est une vraie gouine. Il ne hante que des gouines".
Ce terme est alors associé à la prostitution et aux bordels. Ce n'est que vers la fin du XIXe siècle qu'on peut trouver la preuve d'une association du terme « gouine » avec le lesbianisme dans les dictionnaires d'argot, les satires et des représentations littéraires. 

## Étymologies
Il y a environ quatre étymologies du mot « gouine ».
- Premièrement, il est probablement ancré dans le mot latin ganae qui signifie "les mauvais lieux", tels que les tavernes, les bordels, les maisons de débauche[5]. Tandis que ganeo référerait à un homme qui fréquente de tels lieux, ganae pourrait référer aux femmes associées à ces endroits (les filles de joie ou les prostituées).
- Cette association du terme avec les femmes aux mœurs « trop légères » est aussi incorporé dans une deuxième origine possible du terme, qui pourrait provenir de gougne et gougnou[6], signifiant truie ou cochonne. Ces mots étaient probablement la source de l'épithète plus généralement utilisée pour des lesbiennes au milieu du XIXe siècle, gougnotte[7]. Dans son Dictionnaire érotique moderne de 1864, le journaliste Alfred Delvau définit ainsi ce terme: "la gougnotte est une fille qui ne jouit qu'avec les filles, qu'elle gamahuche ou qui la branlent; une gougnotte préfère Sapho à Phaon, le clitoris de sa voisine à la pine de son voisin[8]".
- Ensuite, la quatrième étymologie possible est plus fortement ancrée dans la satire et le commentaire politique que dans la réalité. Le dictionnaire érotique de Delvau définit le mot "gouine" de la façon suivante : "Nom qu'on donne à toute fille ou femme de moeurs trop légères, et que le Pornographe fait venir de l'anglais queen, reine - de l'immoralité; mais qui vient plutôt de Nell Gwyn, célèbre actrice anglaise qui avait commencé par être bouquetière, et qui, d'amant en amant, est devenue la maitresse favorite de Charles II[9]". La sociologue Natacha Chetcuti-Osorovitz décrit aussi cette étymologie du mot anglais queen, mais dans ce cas il est tiré de Monique Wittig et Sande Zeig dans les années 1970 qui essayaient de réapproprier le terme avec humour à des fins politiques.

## Comparaison linguistique
Tandis que "gouine" est d'habitude donnée comme la traduction française du mot anglais dyke, il y a des différences étymologiques importantes entre ces deux termes. L'origine du mot dyke  n'est pas entièrement claire. Une hypothèse est le terme morphodyke, utilisé par des psychiatres et des sexologues pour référer aux personnes "hermaphrodites" vers la fin du XIXe siècle. 
Une autre proposition est que dyke provient du contexte afro-américain de la première partie du XXe siècle où bulldyke  (ou bull-dagger) a été utilisé pour désigner les lesbiennes adoptant une présentation particulièrement masculine (c'est-à-dire des butchs). L'autrice J. R. Roberts soutient que dyke  n'a pas été largement utilisé de façon autonome avant 1970; d'habitude, il était utilisé, dans la culture noire, avec bull pour former bull-dyke, désignant une "femelle homosexuelle agressive". 
La troisième proposition est que dyke provient du mot désignant un homme checked-out, un homme bien habillé qui, durant les années 1930 et 1940, était appelé dike.
La différence importante entre les mots "gouine" et dyke est que dyke n'est pas nécessairement associé aux jugements moraux des comportements sexuels des femmes, mais plutôt à l'identité et la performance de genre. Étant donné les histoires respectives  de ces termes, les différences de la nature de leur puissance comme insulte sont révélées: "gouine" a été presque équivalent à salope, un dénigrement moral pour le comportement sexuel "anormal"; dyke est plus fortement lié aux normes de comportement de genre, un abaissement corporel qui se réfère au dégoût social pour des femmes masculines.  
Cette comparaison linguistique est aussi utile pour comprendre les significations actuelles du mot "gouine". Ces deux termes peuvent toujours être utilisés pour contrôler et insulter les lesbiennes, surtout celles qui sont visibles dans les espaces publics, mais aussi à l'école.

## Réappropriation du terme

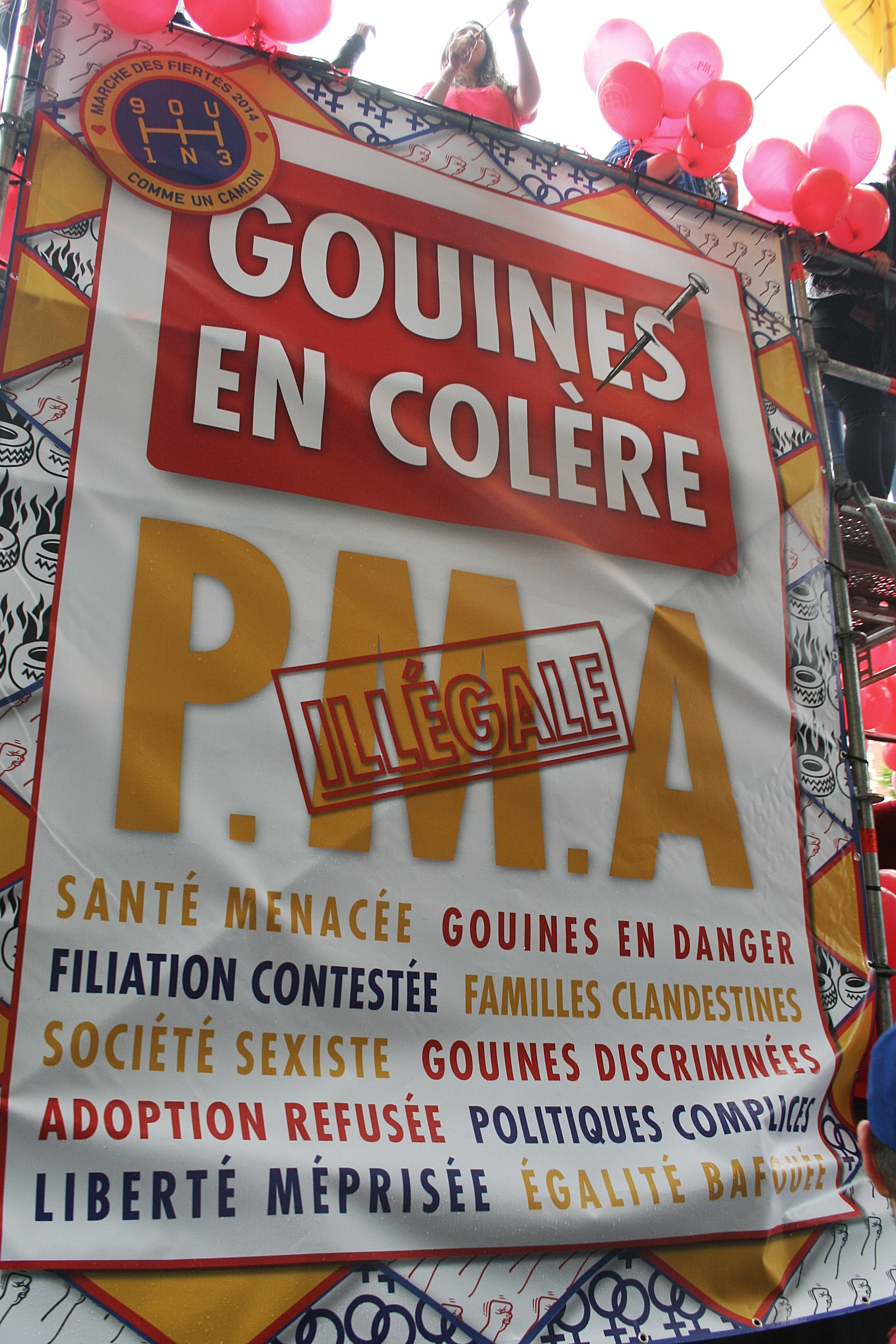
Affiche « Gouines en colère »à la marche des fiertés de Paris 2014

Durant les années 1970, les militantes lesbiennes en France ont formé Les Gouines rouges, nommées d'après une épithète qui leur avait été lancée lorsqu'elles vendaient une publication féministe dans les rues de Paris. Des groupes de lesbiennes américaines ont aussi adopté dyke au début des années 1970 et même créé une revue appelé Dyke: A Quarterly en 1975. Cependant, tandis que le mot dyke a été réactivé par des activistes lesbiennes américaines au début des années 1990 (notamment lorsqu'elles ont lancé des initiatives comme les marches dykes), il n'est pas clair si la signification du mot "gouine" a été transformée de la même manière. Il y a des militantes lesbiennes qui se définissent comme "gouine" notamment dans le milieu transpédégouine. Mais il est rare que le mot "gouine" soit utilisé publiquement par un groupe ou un mouvement comme c'était le cas dans les années 1970. Même les marches lesbiennes - récemment lancées ) Paris et Montréal - sont appelés "la marche dyke", "la marche lesbienne" ou "la marche des femmes LGBT", mais jamais "la marche gouine".  
Selon Flory, beaucoup de lesbiennes francophones sont toujours mal à l'aise avec ce mot et préfèrent celui, plus tendre, de goudou.   

### Paye Ta Gouine
Depuis octobre 2018, l'association Paye Ta Gouine recueille et diffuse les témoignages de violences vécues par les femmes qui ne sont pas identifiées comme hétérosexuelles, qu'elles soient lesbiennes, gouines, queer, bies, pansexuelles, etc. Ces violences peuvent être physiques ou verbales. Il peut s'agir d'interpellations, de questions intrusives, de remarques, d'insultes mais aussi d'intimidations se produisant dans tous les instants de la vie quotidienne : en famille, entre amis, en soirée, au travail, dans la rue, au détour d'un rendez-vous médical, etc.
Le mot « gouine » est employé volontairement pour plusieurs raisons. D’une part, « sale gouine » est l’insulte la plus communément utilisée dans l’intention de stigmatiser. D’autre part, le mot « gouine » est détourné de son sens vulgaire par les personnes concernées qui se réapproprient l’insulte pour en revendiquer une identité positive. Enfin, être « gouine » est envisagé ici comme une identité politique.
Paye Ta Gouine est un espace de parole pour toutes les femmes. L'association a plusieurs missions :
- Publier et diffuser les témoignages via les réseaux sociaux[13] pour lever le voile sur l'étendue de ces violences trop souvent tues.
- Recueillir et archiver les violences lesbophobes pour mieux en comprendre les contours et sensibiliser l'ensemble de la société à ces questions.